# Cerovec pri Šmarju
Cerovec pri Šmarju je naselje u slovenskoj Općini Šmarje pri Jelšahu. Cerovec pri Šmarju se nalazi u pokrajini Štajerskoj i statističkoj regiji Savinjskoj. 

## Stanovništvo
Prema popisu stanovništva iz 2002. godine naselje je imalo 118 stanovnika.